# ABC (розмітка)
ABC - мова розмітки, призначена для відображення нотного запису. Мова використовує символи, розпізнавані кодом ASCII, зокрема латинськими літерами позначаються звуки відповідно до буквенної нотації, цифри - для тривалостей нот, спеціальні послідовності символів передбачені також для позначення музичного розміру, штрихів, а також введення текстових рядків.
Вихідний текст у форматі ABC може бути конвертований у музичний формат MIDI або в графічне представлення (PostScript або PDF) за допомогою конвертерів, реалізованих для платформ MS-DOS, Windows, UNIX, Linux, Mac OS, Mac OS X, Palm OS, а також для кросплатформових середовищ. Підготовка вихідних текстів здійснюється за допомогою звичайних текстових редакторів. Існують також спеціалізовані середовища (IDE) для підготовки вихідних текстів на мові ABC, а також для подальшої обробки вихідних текстів ABC (перетворення в графіку і в MIDI) та перегляду (програвання) її результатів.

## Історія
Мова ABC була розроблена Крісом Волшом в особистих цілях та спочатку не була пов'язана з комп'ютерними видавничими системами. Проте 1993 року, граючи в ансамблі французьких волинщиків та регулярно стикаючись з необхідністю роздруківки різних версій нот для одних і тих же мелодій, Кріс Волш написав розширення abc2mtex до пакету LaTeX, що дозволяло конвертувати ноти, записані за придуманою Крісом системою, в команди пакету MusicTeX і далі у власне нотний запис, придатний для друку з хорошою поліграфічною якістю. 
Пізніше програма і опис мови ABC були опубліковані Крісом Уолш в ньюс-групі «IRTRAD-L», що об'єднувала любителів фолк-музики. Мовою ABC зацікавився Джон Уолш (John Walsh), співробітник Університету Британської Колумбії, що використав подібну власну систему для запису та упорядкування колекції народних мелодій. 1994 року вийшла нова версія пакету abc2mtex, доповнена спільно з Джоном Волшем. У січні 1994 року програма була опублікована в інтернеті на порталі «Ceolas» — однією з великих інтернет-колекцій фолк-музики.
З 2011 року розроблено плагін, що дозволяє використовувати мову ABC в MediaWiki, з квітня 2013 розширення доступно для використання у Вікіпедії та Вікіджерелах. 

## Приклад
Приклад нотного запису в АВС-розмітці
```
X:1
T:The Legacy Jig
M:6/8
L:1/8
R:jig
K:G
GFG BAB | gfg gab | GFG BAB | d2A AFD |
GFG BAB | gfg gab | age edB |1 dBA AFD :|2 dBA ABd |:
efe edB | dBA ABd | efe edB | gdB ABd |
efe edB | d2d def | gfe edB |1 dBA ABd :|2 dBA AFD |]
```

Рядки на початку тексту, що починаються із букви та двокрапки, вказують на різні аспекти нотного запису. 
- X: -- порядковий номер частини для випадку, коли нотний запис складається з декілька частин.
- T: -- назви нотного запису.
- M: -- такт.
- L: -- нотна тривалість що встановлюється за замовченням.
- R: -- ритм.
- K: -- ключ.

Наступні рядки позначають нотний запис. 
MediaWiki може перетворювати записи в АВС форматі в звичайний нотний запис та програвати їх.
Інша програма abcm2ps перетворює в друкований вигляд. 